# Опечень
Опечень (укр. Опечень) — система озёр в пределах городской черты Киева (Украина), образовавшаяся на месте верхней части русла реки Почайны в результате работ по намыву территории жилищного массива Оболонь. Озёра дугой окружают массив с запада и юга. Система состоит из шести озёр. С названиями некоторых из них существует неоднозначность. Названия с юга на север:
1. Иорданское[1][2] (Нижнее[3][2], Опечень-1[2][4])
2. Кирилловское[1][2] (Верхнее[3][2], Опечень-2[2][4])
3. Андреевское[1][2] (Богатырское[1][3][2], Пожежне[2], Опечень-3[2][4])
4. Птичье[3][1][2] (Богатырское[2], Опечень-4[2])
5. Опечень[1] (Луговое[1][3][2], Опечень-5[2])
6. Минское[1][2][3] (Опечень-6[2])

Кроме того, иногда для именования озёр используется нумерация согласно вышеприведённому списку (Опечень-1, Опечень-2 и так далее).
Озера Иорданское и Кирилловское разделены дамбой, внутри которой проходит Оболонско-Теремковская линия метрополитена, а по поверхности — Оболонский проспект. До сооружения дамбы это было одно озеро.
В Кирилловское озеро впадает река Сырец.
Озера входят в систему местной дождевой канализации. В них сбрасываются технические воды с предприятий и жилой застройки Шевченковского, Подольского, Оболонского районов. По данным санэпидемстанции и Института гидробиологии НАН Украины, вода в озёрах имеет загрязнения химического и бактериологического характера. Официальных городских пляжей на этих озёрах нет.
Озеро Вербное, расположенное на юге Оболони между Иорданским озером и Днепром, является полностью искусственным (карьер гидронамыва), с системой Опечень не соединяется и не относится к ней. Купание в нём разрешается, оборудован пляж. Озеро и прилегающая прибрежная полоса составляют территорию ихтиологического заказника «Озеро Вербное».